# グライゼン
グライゼン（Greisen）は高度に変成を受けた花崗岩またはペグマタイトである。グライゼンは花崗岩の自己変成作用で形成され、内成スカルンに分類される。

## 分布
著名なグライゼン鉱床としては以下のものが挙げられる。
- コーンウォールのスズ鉱床
- オーストラリア ラクラン褶曲帯 アードルサン（スズ、アンチモン）
- オーストラリア ラクラン褶曲帯 ティンバラ（金）
- オーストラリア タスマン褶曲帯 アンカー鉱山（スズ）
- ブラジル ピティンガのトパーズ花崗岩（スズ、トパーズ、緑柱石）
- アメリカ アラスカ州ロストリバー (スズ)
- カナダ ニューブランズウィック州シスソンブルック、バーントヒルなど（スズ、タングステン、モリブデン）
- チェコ エルツ山地（スズ）
- ポルトガル パナスケイラ鉱山 (タングステン）